# Вічне повернення (фільм, 1943)
«Вічне повернення» (фр. L'Eternel retour) — чорно-білий кінофільм, поставлений в 1943 року режисером Жаном Деланнуа за сценарієм Жана Кокто з Жаном Маре в головній ролі.

## Сюжет
Фільм починається цитатою з концепції Фрідріха Ніцше про вічне повернення. Сценарій фільму Жана Кокто є варіацією на тему романтичної трагедії про Тристана і Ізольду. Дія фільму перенесена в сучасний для творців стрічки час — першу половину XX століттяа — в невідому європейську країну. У відокремленому від світу похмурому за́мку живе багатий вдівець середнього віку Марк. У замку також живе сім'я сестри покійної дружини Марка: Гертруда з чоловіком та їх єдиний син Ахілл — потворний і злісний 24-річний карлик. Якось у гості до Марка приїздить племінник — молодий, життєрадісний і симпатичний Патріс. Юнак пропонує дядькові одружуватися повторно і вирушає на пошуки нареченої. У найближчому селі Патріс рятує від п'яних хуліганів гарну дівчину Наталі. Дівчина мріє вирватися з середовища, в якому живе, і погоджується на шлюб з незнайомою людиною. Карлик Ахілл шпигує за усіма мешканцями замку, влаштовуючи всілякі капості. Патріс і Наталі закохуються одне в одного, Марк почуває себе обдуреним і зрадженим. Низка подій приводить закоханих до страждань і розлуки, а у фіналі — до смерті.

## В ролях
| Актор(ка)        |  | Роль                |
| ---------------- |  | ------------------- |
| Жан Маре         |  | Патріс              |
| Мадлен Солонь    |  | Наталі (блондинка)  |
| Жан Мюра         |  | Марк                |
| Івонн де Бре     |  | Гертруда            |
| Жан д'Ід         |  | чоловік Гертруди    |
| П'єр П'єраль     |  | Ахілл, сін Гертруди |
| Жуні Астор       |  | Наталі (брюнетка)   |
| Ролан Тутен      |  | Ліонель             |
| Жанна Маркен     |  | Анна                |
| Александр Ріньйо |  | Моргольт            |

## Знімальна група
- Режисер: Жан Деланнуа
- Продюсер: Андре Польве
- Сценарист: Жан Кокто
- Оператор: Роже Юбер
- Композитор: Жорж Орік
- Художник-постановник: Жорж Вакевич
- Художник по костюмах: Жорж Анненков
- Монтажерка: Сюзанна Фовель